# Чемпионат России по конькобежному спорту в классическом многоборье
Чемпионат России по конькобежному спорту в классическом многоборье — национальный чемпионат по конькобежному спорту, проводимый союзом конькобежцев России с 1889 года.

## История
1889 — 1893 года. Чемпионаты России разыгрывались на дистанции 3 версты (3180 метров). Проводились забеги и финалы по 3 участка. На российское первенство приглашались иностранные спортсмены.
В 1894 году разыгрывалась дистанция 3000 метров. Финал с раздельным стартом с интервалом 20 сек.
1895 — 1907 года. Чемпионат разыгрывался на двух дистанциях — 1500 и 5000 метров. Забеги осуществлялись парами. Для завоевания звания чемпиона России необходимо было победить на обеих дистанциях.
В 1907 году впервые на чемпионате были разыграны награды среди юниоров на дистанции 1500 метров.
1908 — 1914 года. Чемпионат разыгрывался на трёх дистанциях — 500, 1500 и 5000 метров. Для получения звания чемпиона России необходимо было победить на двух дистанциях. Последующие места распределялись по сумме очков на дистанциях. Все забеги проводились в один день.
В 1913 году чемпионатом России по конькобежному спорту среди женщин были названы соревнования, организованные Московской лигой. Женщины соревновались на дистанции 500 метров. Победу одержала москвичка Елена Кремнечевская. Она пробежала спринтерскую дистанцию за 1.05,0, установив рекорд мира.
1915 — 1917 года. Чемпионат разыгрывался на четырёх дистанциях — 500, 1500, 5000 и 10000 метров. Для победы надо выиграть три дистанции или набрать наименьшую сумму очков-мест при условии победы на одной дистанции.
С 1918 по 1991 годы чемпионаты России по конькобежному спорту в классическом многоборье не проводились. Первый чемпионат России после распада Советского Союза состоялся в феврале 1992 года в Иркутске.
С 2004 года чемпионаты России по конькобежному спорту стали проводиться на крытых катках в Москве, Челябинске и Коломне.

## Чемпионы и призёры

### Мужчины
| Год                                                                           | Место           | Золото              | Серебро                                      | Бронза                            |
| 1889                                                                          | Москва          | Александр Паншин    | Сергей Пуресев                               | А. Земницкий                      |
| 1890                                                                          | Москва          | Адольф Норсенг      | Теодор Бальчевский                           | Сергей Пуресев                    |
| 1891                                                                          | Москва          | Сергей Пуресев      | А. Мариенгоф                                 | Виноградов                        |
| 1892                                                                          | Москва          | Александр Белоусов  | Василий Шустов                               | А. Кольман                        |
| 1893                                                                          | Москва          | Сергей Пуресев      | Василий Шустов                               | -                                 |
| 1894                                                                          | Москва          | Сергей Пуресев      | Василий Шустов                               | А. Докучаев                       |
| 1895                                                                          | Москва          | Сергей Пуресев      | Сергей Мюллер                                | -                                 |
| 1896                                                                          | Москва          | Не присуждено       | Не присуждено                                | -                                 |
| 1897                                                                          | Москва          | Не присуждено       | Не присуждено                                | Не присуждено                     |
| 1898                                                                          | Москва          | Николай Крюков      | А. Ягер (по другим источникам — А. Богданов) | Не присуждено                     |
| 1899                                                                          | Москва          | Не присуждено       | Не присуждено                                | Не присуждено                     |
| 1900                                                                          | Москва          | Не присуждено       | Не присуждено                                | Не присуждено                     |
| 1901                                                                          | Москва          | Сергей Григорьев    | Г. Трифонов, Иван Попов                      | -                                 |
| 1902                                                                          | Москва          | Не присуждено       | Не присуждено                                | Не присуждено                     |
| 1903                                                                          | Москва          | Не присуждено       | Не присуждено                                | Не присуждено                     |
| 1904                                                                          | Москва          | Николай Седов       | В. Домашнев                                  | Не присуждено                     |
| 1905                                                                          | Москва          | Николай Седов       | А. Лопухин                                   | Васильев                          |
| 1906                                                                          | Москва          | Николай Седов       | Николай Струнников                           | -                                 |
| 1907                                                                          | Москва          | Николай Седов       | Николай Струнников                           | Григорий Блювас                   |
| 1908                                                                          | Москва          | Николай Струнников  | Евгений Бурнов                               | Григорий Блювас, А. Лопухин       |
| 1909                                                                          | Москва          | Николай Струнников  | Евгений Бурнов                               | Григорий Блювас                   |
| 1910                                                                          | Москва          | Николай Струнников  | Николай Хорьков                              | Никита Найдёнов                   |
| 1911                                                                          | Москва          | Василий Ипполитов   | Никита Найдёнов                              | В. Камжалов                       |
| 1912                                                                          | Москва          | Платон Ипполитов    | Никита Найдёнов                              | Анатолий Назаров, Николай Плевако |
| 1913                                                                          | Москва          | Никита Найдёнов     | Платон Ипполитов                             | Сергей Курбатов                   |
| 1914                                                                          | Москва          | Платон Ипполитов    | Никита Найдёнов                              | Сергей Курбатов                   |
| 1915                                                                          | Москва          | Яков Мельников      | Платон Ипполитов                             | Сергей Курбатов                   |
| 1916                                                                          | Москва          | Платон Ипполитов    | Владимир Калинин                             | А. Нефёдов                        |
| 1917                                                                          | Москва          | Яков Мельников      | Иван Кудрявцев                               | В. Кувшинов                       |
| С 1918 по 1922 проводились чемпионаты РСФСР, с 1923 по 1991 — чемпионаты СССР |                 |                     |                                              |                                   |
| 1992                                                                          | Иркутск         | Андрей Ермолин      | Олег Павлов                                  | Андрей Кривошеев                  |
| 1993                                                                          | Москва          | Александр Сандалов  | Олег Павлов                                  | Бронислав Снетков                 |
| 1994                                                                          | Екатеринбург    | Бронислав Снетков   | Владимир Биткин                              | Сергей Васильев                   |
| 1995                                                                          | Нижний Новгород | Вадим Саютин        | Андрей Ануфриенко                            | Андрей Кривошеев                  |
| 1996                                                                          | Челябинск       | Юрий Коханец        | Анатолий Крашенинин                          | Владимир Биткин                   |
| 1997                                                                          | Екатеринбург    | Дмитрий Шепель      | Вадим Саютин                                 | Анатолий Крашенинин               |
| 1998                                                                          | Екатеринбург    | Анатолий Крашенинин | Дмитрий Красовский                           | Андрей Кривошеев                  |
| 1999                                                                          | Челябинск       | Дмитрий Шепель      | Артём Детышев                                | Анатолий Крашенинин               |
| 2000                                                                          | Архангельск     | Вадим Саютин        | Дмитрий Шепель                               | Александр Кибалко                 |
| 2001                                                                          | Челябинск       | Александр Кибалко   | Дмитрий Шепель                               | Вадим Саютин                      |
| 2003                                                                          | Кирово-Чепецк   | Дмитрий Шепель      | Евгений Лаленков                             | Александр Кибалко                 |
| 2004                                                                          | Челябинск       | Иван Скобрев        | Евгений Лаленков                             | Артём Детышев                     |
| 2005                                                                          | Москва          | Иван Скобрев        | Евгений Лаленков                             | Андрей Бурляев                    |
| 2006                                                                          | Челябинск       | Иван Скобрев        | Дмитрий Шепель                               | Андрей Бурляев                    |
| 2007                                                                          | Коломна         | Иван Скобрев        | Андрей Бурляев                               | Артём Белоусов                    |
| 2008                                                                          | Коломна         | Иван Скобрев        | Евгений Лаленков                             | Андрей Бурляев                    |
| 2009                                                                          | Коломна         | Иван Скобрев        | Андрей Бурляев                               | Александр Румянцев                |
| 2010                                                                          | Москва          | Иван Скобрев        | Андрей Бурляев                               | Александр Румянцев                |
| 2011                                                                          | Коломна         | Иван Скобрев        | Павел Байнов                                 | Александр Румянцев                |
| 2012                                                                          | Москва          | Иван Скобрев        | Денис Юсков                                  | Евгений Лаленков                  |
| 2013                                                                          | Сочи            | Иван Скобрев        | Денис Юсков                                  | Сергей Грязцов                    |
| 2014                                                                          | Челябинск       | Денис Юсков         | Сергей Грязцов                               | Даниил Синицин                    |
| 2015                                                                          | Коломна         | Денис Юсков         | Даниил Синицин                               | Сергей Грязцов                    |
| 2016                                                                          | Коломна         | Денис Юсков         | Сергей Грязцов                               | Сергей Трофимов                   |
| 2017                                                                          | Коломна         | Сергей Трофимов     | Александр Румянцев                           | Сергей Грязцов                    |
| 2018                                                                          | Москва          | Валерий Конышев     | Даниил Беляев                                | Евгений Серяев                    |
| 2019                                                                          | Челябинск       | Егор Школин         | Егор Юнин                                    | Тимур Захаров                     |
| 2021                                                                          | Иркутск         | Даниил Алдошкин     | Егор Юнин                                    | Александр Подольский              |
| 2022                                                                          | Иркутск         | Даниил Алдошкин     | Александр Подольский                         | Егор Юнин                         |
| 2023                                                                          | Иркутск         | Егор Юнин           | Владимир Семирунний                          | Руслан Захаров                    |
| 2024                                                                          | Кемерово        | Руслан Захаров      | Павел Таран                                  | Даниил Найдёнышев                 |
| 2025                                                                          | Челябинск       | Даниил Алдошкин     | Даниил Найдёнышев                            | Сергей Бородулин                  |

### Женщины
| Год                                        | Место           | Золото               | Серебро                   | Бронза                    |
| 1913                                       | Москва          | Елена Кремнечевская  | -                         | -                         |
| С 1926 по 1991 проводились чемпионаты СССР |                 |                      |                           |                           |
| 1992                                       | Иркутск         | Ирина Абдуллина      | Татьяна Симушина          | Светлана Коваль           |
| 1993                                       | Москва          | Светлана Бажанова    | Светлана Федоткина        | Наталья Полозкова-Козлова |
| 1994                                       | Екатеринбург    | Светлана Высокова    | Елена Лапуга-Конотопова   | Татьяна Архипова          |
| 1995                                       | Нижний Новгород | Светлана Федоткина   | Светлана Бажанова         | Светлана Высокова         |
| 1996                                       | Челябинск       | Светлана Высокова    | Татьяна Трапезникова      | Елена Чайка               |
| 1997                                       | Екатеринбург    | Светлана Бажанова    | Татьяна Трапезникова      | Варвара Барышева          |
| 1998                                       | Екатеринбург    | Татьяна Трапезникова | Светлана Высокова         | Анна Савельева            |
| 1999                                       | Челябинск       | Татьяна Трапезникова | Наталья Полозкова-Козлова | Варвара Барышева          |
| 2000                                       | Архангельск     | Светлана Бажанова    | Наталья Полозкова-Козлова | Варвара Барышева          |
| 2001                                       | Челябинск       | Варвара Барышева     | Наталья Полозкова-Козлова | Светлана Высокова         |
| 2003                                       | Кирово-Чепецк   | Светлана Высокова    | Валентина Якшина          | Наталья Полозкова-Козлова |
| 2004                                       | Челябинск       | Ольга Тарасова       | Варвара Барышева          | Галина Лихачёва           |
| 2005                                       | Москва          | Ольга Тарасова       | Галина Лихачёва           | Варвара Барышева          |
| 2006                                       | Челябинск       | Светлана Высокова    | Ольга Тарасова            | Юлия Скокова              |
| 2007                                       | Коломна         | Екатерина Абрамова   | Галина Лихачёва           | Светлана Высокова         |
| 2008                                       | Коломна         | Екатерина Лобышева   | Галина Лихачёва           | Светлана Высокова         |
| 2009                                       | Коломна         | Екатерина Шихова     | Алла Шабанова             | Галина Лихачёва           |
| 2010                                       | Москва          | Алла Шабанова        | Юлия Скокова              | Светлана Высокова         |
| 2011                                       | Коломна         | Екатерина Лобышева   | Екатерина Шихова          | Юлия Скокова              |
| 2012                                       | Москва          | Екатерина Лобышева   | Ольга Граф                | Юлия Скокова              |
| 2013                                       | Сочи            | Екатерина Шихова     | Екатерина Лобышева        | Ольга Граф                |
| 2014                                       | Челябинск       | Юлия Скокова         | Евгения Дмитриева         | Виктория Филюшкина        |
| 2015                                       | Коломна         | Юлия Скокова         | Наталья Воронина          | Маргарита Рыжова          |
| 2016                                       | Коломна         | Наталья Воронина     | Ольга Граф                | Юлия Скокова              |
| 2017                                       | Челябинск       | Анна Юракова         | Евгения Лаленкова         | Юлия Скокова              |
| 2018                                       | Москва          | Евгения Лаленкова    | Елена Сохрякова           | Виктория Филюшкина        |
| 2019                                       | Челябинск       | Евгения Лаленкова    | Ольга Граф                | Елена Еранина             |
| 2021                                       | Иркутск         | Евгения Лаленкова    | Елена Еранина             | Елена Сохрякова           |
| 2022                                       | Иркутск         | Евгения Лаленкова    | Екатерина Кошелева        | Елена Еранина             |
| 2023                                       | Иркутск         | Евгения Лаленкова    | Екатерина Кошелева        | Елена Еранина             |
| 2024                                       | Кемерово        | Екатерина Кошелева   | Александра Саютина        | Анастасия Григорьева      |
| 2025                                       | Челябинск       | Ксения Коржова       | Ирина Сальникова          | Александра Саютина        |